# Jin-Soo Kwon
Daniel Dae Kim interpreta a Jin en la serie Lost de la cadena ABC. Es un coreano que no sabe inglés y que trata de forma machista, con dureza y desdén, a su mujer Sun, seguramente debido a su ortodoxa educación oriental. Parece no mantener el mismo trato con el resto de las mujeres del grupo. A pesar de esto, es un hombre que ama profundamente a Sun y su forma de ser evoluciona a medida que pasan las semanas en la isla.

## Antes del accidente
Luego de renunciar a su trabajo en un hotel, cuyo dueño era el padre de un joven del cual Sun se enamoró después de un par de citas agendadas por su padres, Jin conoce a Sun al chocar con ella en las riveras de un río por donde ambos paseaban mientras pensaban sobre su futuro; ella con una desilusión amorosa, él sin futuro económico.
Su pasado no es precisamente tranquilo. Siendo el humilde hijo de pescador de una lejana región en Corea conoce a Sun, hija de un millonario magnate oriental. La dulzura y la caballerosidad de Jin termina conquistando a la rica heredera y pronto se comprometen. Sin embargo, para hacerlo oficial, el padre de Sun debe aceptar a Jin. Para sorpresa de la propia Sun, Jin es aceptado a cambio de trabajar durante un año para su futuro suegro. Al principio consigue un trabajo sencillo como empleado de la fábrica, pero luego de que el padre de Sun le preste dinero a su hija, decide darle a Jin un trabajo que no es común y corriente; debe encargarse de "advertir" a golpes a los enemigos de su suegro para que su fábrica de automóviles continúe con sus prácticas mafiosas.
La madre de Jin es una prostituta de mal corazón, que lo ha abandonado de niño para continuar con su vida. Al enterarse, años después, de que su hijo se había casado con una rica heredera, toma contacto con Sun, la joven esposa, y la extorsiona pidiéndole dinero a cambio de no revelar el origen vergonzante de su esposo. 

## En la isla

### Primera temporada
Al aterrizar en la isla, Jin se vuelve sobreprotector de Sun y le prohíbe asociarse con los otros supervivientes. En varias ocasiones, Jin la regaña por su mala apariencia (sobre todo cuando su botón superior está desabrochado). Mientras los dos permanecen aislados de los demás, Jin prepara el erizo de mar y se lo ofrece a los supervivientes, siendo el único que lo rechaza Hurley. Jin pasa la mayor parte de su tiempo pescando, al mismo tiempo que vigila a su esposa.
Una mañana, Jin ataca a Michael frente a su hijo Walt. Jin es detenido por Sayid y Sawyer y es esposado a los restos del avión como resultado.  Cuando Sun le explica la situación a Michael, lo libera y le devuelve su reloj de oro. (Por esta razón, Jin continúa usando una de las esposas alrededor de su muñeca, hasta que se corta a la mitad de la segunda temporada). (House of The Rising Sun). Más tarde, Jin y Sun se mudan a las cuevas.
Cuando Jack queda atrapado en una cueva, Jin contribuye a apartar los escombros. Luego, desaprueba a Sun vistiendo ropa reveladora, y tampoco le agrada cuando Sun pasa tiempo ayudando a Shannon a superar su asma.
Más tarde, Jin agarra a Sun y le grita cuando decide ir a bañarse en la orilla. Solo después de que Michael interviene, Jin sospecha que algo está sucediendo entre los dos. Esa noche, la balsa de Michael se incendia. Jin ayuda a detener las llamas, pero huye a las cuevas cuando sus manos se queman. Tras esto, Michael culpa a Jin por el incendio provocado, y él y Sawyer se enojan con él golpeándolo frente a todo el campamento en la playa. Jin no se defiende y los otros sólo se detienen cuando Sun se los pide (en idioma inglés), revelando su secreto a Jin. Al descubrir que su esposa hablaba perfecto inglés durante todo ese tiempo, Jin regresa a las cuevas para recoger sus pertenencias, ignora las disculpas de Sun y se une a Michael en la construcción de una segunda balsa (...In Translation). 
Con el tiempo, Jin y Michael comienzan a vincularse y finalmente se convierten en amigos. Jin deja de construir la balsa sólo cuando escucha las llamadas de socorro de Kate y Claire en la jungla, donde ayuda a dar a luz al bebé (Do No Harm). 
El día en que la balsa zarpa, Sun se acerca a Jin y le da un libro de frases traducidas que había escrito para él. Jin se disculpa por sus acciones y jura encontrar un rescate para ella. Los dos se reconcilian antes de partir. En el mar, Jin ayuda a mantener la balsa en buen estado. Cuando se encuentran con los Otros esa noche, destruyen la balsa y le disparan a Sawyer, Jin se sumerge en el agua en un intento por salvarlo (Exodus).

### Segunda temporada
Tras los eventos de Exodus, Jin amanece flotando entre los restos de la balsa y llega a la orilla de la isla. Allí es descubierto por Libby y Cindy, integrantes del grupo de la cola del avión. Lo llevan a la jungla, lo atan a un árbol y le tapan la boca, aunque ninguno del grupo, ni siquiera Eko, pueden entender lo que dice. Pronto, Jin se libera y huye a la playa, y se encuentra con Michael y Sawyer. Creyendo que las personas son Otros, intenta advertir a los dos, hasta que Eko llega y los noquea (Adrift). Son llevados a un pozo, y tras un interrogatorio con Ana Lucía, son liberados (Orientation). Al darse cuenta de que todos pertenecen al vuelo de Oceanic, el grupo va hasta la estación de La Flecha, donde se reúnen con Bernard. Antes de partir para migrar con el campamento de fuselaje, Jin ofrece su experiencia al pescar en la orilla con Ana Lucía y Bernard. Cuando Michael desaparece en la jungla, Jin y el Sr. Eko corren tras él, evitando por poco un encuentro con los Otros. En el camino, Jin tropieza en una pequeña colina y encuentra el cadáver de Goodwin. Eko lo alcanza y le revela que era uno de Los Otros. Más tarde, ambos encuentran a Michael frente a una cascada gritando y lo convencen de que no encontrará a Walt y a Los Otros si ellos no quieren. Finalmente, los tres regresan y alcanzan al resto del grupo (... And Found). Llegando al campamento de la playa, Cindy desaparece y breve tiempo después, escuchan susurros y Ana Lucía, inadvertidamente le dispara a Shannon, quien recién llegaba buscando a Walt (Abandoned). Tras los disturbios con el devastado Sayid, Jin se ve obligado a quedarse atrás con Libby y Bernard, hasta que se les permite seguir adelante y finalmente se reúne con su esposa Sun (Collision). Los dos asisten al funeral de Shannon.
Un tiempo después, Jin se entera de que Michael se ha ido a buscar a Walt, Jin intenta unirse al grupo de búsqueda, pero Sun le prohíbe dejarla de nuevo (The Hunting Party). Más tarde, Jin se preocupa por su esposa cuando es víctima de un intento fallido de secuestro mientras trabajaba en su huerta. Jack y Jin tienen la intención de vengarse de los Otros, pero luego se revela que Sawyer utilizó el susto de todos para recuperar las armas y sus pertenencias. Aun así, Jin nunca se entera de que Sawyer planificó también el intento de secuestro de Sun (The Long Con). Aún preocupado, Jin prohíbe a Sun cuidar de su jardín, y tras una discusión, él lo destroza. Luego, mientras pesca con Bernard, quien intenta hablar con él buscando ostras para Rose, Sawyer llega y habla con Bernard sobre las noticias de Sun. Jin no entiende de que hablan y se da cuenta de lo mucho que necesita a Sun, por lo que se marcha e intenta reparar su jardín, en forma de disculpa. Entonces, Sun le informa de su embarazo, y ella le revela que es él es infértil, por lo que Jin lo considera un milagro de la isla y se regocija (The Whole Truth). Más tarde, Jin se ofrece como voluntario para ayudar a Bernard a construir un letrero gigante de SOS en la playa. Es la última persona que queda hasta que se rinde (S.O.S.).
Cuando Michael lleva a Jack, Kate, Sawyer y Hurley al campamento de los Otros, Sayid le pide ayuda a Jin para navegar el bote de Desmond para ayudar a Jack y su grupo. Sun insiste en acompañarlos, para no dejar a Jin y para traducir, por lo que los tres viajan finalmente a la costa de la Isla donde Michael fue capturado previamente. Mientras navegan hacia el campamento del Otros, pasan por una extraña estatua de un pie de cuatro dedos. Cuando llegan a su objetivo, Sayid investiga y descubre que fue abandonado, mientras Jin y Sun descansan en el bote. Antes de partir en el bote, Jin, Sun y Sayid son aturdidos por un ruido agudo mientras la isla se ve envuelta en un extraño resplandor violeta (la implosión del bunker El Cisne) (Live Together, Die Alone).

### Tercera temporada
Jin todavía está a bordo del barco con Sun y Sayid, y sugiere que regresen a la playa, pero Sayid se niega alegando que Jack los está esperando. Continúan el viaje alrededor de la isla y, al atracar en un muelle, Sayid, consciente de que Jack y los otros fueron capturados, planea atraer a Los Otros a una trampa iniciando un fuego. Sun se da cuenta de sus planes, pero Sayid le dice que no le diga nada a Jin. Sin embargo, Jin, al conocer el plan de Sayid, exige que le den un arma mientras le dice a Sun que él entiende más inglés de lo que ella piensa. Esa noche, Jin y Sayid esperan al final del muelle a que lleguen los Otros; se sorprenden al descubrir que, en cambio, han llegado por mar y han ido directamente al barco, donde se esconde Sun. Tras escuchar un disparo, Jin se mete en el agua mientras el barco se aleja y se reúne con Sun una vez más cuando ella escapa. Los tres regresan a la playa poco después (The Glass Ballerina). Días después de regresar, Sun comienza a hablar con Jin en inglés, en un intento de ayudarlo a aprender. Jin es terco y decide ayudar a Hurley a volcar una camioneta en la jungla. Cuando llega Sawyer, le enseña a Jin tres frases que describe como "lo que las mujeres quieren escuchar" ("lo siento", "tenías razón" y "esos pantalones no te hacen ver gorda"). Hurley y Charlie ponen en marcha la furgoneta, y los cuatro disfrutan de una sesión de paseo antes de regresar a la playa, llenos de esperanza (Tricia Tanaka Is Dead). Jin se ve involucrado en la investigación sobre la aparente muerte de los sobrevivientes Nikki y Paulo.
Cuando Jack, Kate y Sayid regresan a la playa con Juliet, Jin comparte el mismo disgusto por ella que el resto del campamento. Más tarde, Jin se une a Hurley, Charlie y Desmond en un viaje a la jungla. En la noche, cuenta una historia de terror en coreano, a pesar de que los otros no la entienden demasiado. Son testigos del rescate de un piloto de helicóptero esa noche, y se dirigen tierra adentro para encontrarlo, encontrándose con varias piezas de equipaje en el camino. Jin y Hurley encuentran a la mujer que se lanzó con un paracaídas colgada de un árbol y los cuatro la sueltan (Catch 22). Cuando llega Mikhail, Jin lo persigue y lo atrapa. Después de ayudar a Naomi, Jin persigue a Mikhail una vez más cuando le roba su teléfono satelital. Los cuatro la llevan de regreso al campamento y la esconden en la tienda de Hurley (D.O.C.). Después de que ella habla en el campamento esa noche, Sawyer pone en escucha la grabadora de Juliet al grupo, mencionando el embarazo de Sun. Jin le pregunta a Sun sobre el mensaje de Juliet, y finalmente se entera de la excursión a la estación médica y de que el bebé de Sun es un feto saludable. Cuando Karl llega para advertirles de la inminente llegada de los Otros, Jin se ofrece como voluntario para quedarse atrás y detonar la dinamita dentro de las tiendas objetivo, en el plan orquestrado junto con Sayid y Bernard. Jin se despide de Sun, diciendo que él se queda para que ella y el bebé sean rescatados, y afirma que él va a estar bien. El grupo principal se va a la antena mientras los tres se quedan en la playa. En el momento que los otros llegan, sus compañeros aciertan sus disparos debido a que tienen rifles, pero Jin falla porque tiene una pistola, por lo que los pocos supervivientes del grupo de Los Otros los capturan. El líder del grupo, Ryan Price, junto con Tom Friendly, amenazan con matar a Jin si Sayid y Bernard no cooperan. Sayid se rehúsa pero Bernard finalmente revela los planes de Jack y el papel de Juliet y Karl, para salvar a Jin. Los tres son mantenidos cautivos toda la noche y el día siguiente, Hurley, Sawyer y Juliet llegan para rescatarlos. Tras asesinar a los restantes supervivientes del pequeño grupo de Los Otros, incluido Mr. Friendly, Hurley llama a Jack y a los demás para avisar que Jin, Sayid y Bernard están vivos, para la alegría de todos, incluida Sun, quien ya estaba preocupada por su esposo (Through The Looking Glass).

### Cuarta temporada
Poco después de la confirmación de que Jack se ha puesto en contacto con el carguero, Jin observa y escucha en la playa mientras Desmond da la advertencia de Charlie y se aventura en la jungla para encontrarse con el resto del campamento. En el camino, finalmente se reencuentra con Sun, y ambos permanecen atentos a las discusiones sobre la gente del carguero, entre Jack y Locke. Cuando se produce la división, Jin y Sun deciden quedarse con el grupo de Jack en la playa, conscientes de que si hay una posibilidad de rescate, deben tomarla para que el bebé nazca afuera de la isla (The Beginning of the End). Ambos discuten cómo llamarán a su bebé, y Jin sugiere Ji Yeon. Sun insiste en que es demasiado pronto. Sun conversa con Kate sobre Charlotte y Faraday, quienes llegan desde el carguero, y luego le pregunta a Faraday si están allí para rescatarlos. Ante las dudas, Sun intenta convencer a Jin de mudarse a las Barracas con Locke. Juliet intenta detenerlos y le dice a Jin que si se quedan en la isla, Sun y el bebé van a estar en peligro que pueden morir. Jin no la escucha y sigue a Sun para marcharse, así que Juliet le revela a Jin que Sun tuvo un romance con otro hombre afuera de la isla y que pensó que el bebé era de él. Sorprendido y afectado, Jin decide quedarse en la playa y se aleja de Sun, a pesar de sus súplicas. Más tarde, Bernard lo acompaña a pescar en el mar, y le dice que ellos son los únicos hombres casados en la isla. Le dice que a veces es difícil, ya que tienen que consultar las decisiones, él con Rose y Jin con Sun, pero que es bueno. También le habla sobre el karma, de que si hacen las cosas bien les pasan cosas buenas y si hacen mal, les pasan cosas malas. De repente, consiguen atrapar un pescado y Jin reflexiona sobre lo sucedido. Luego, él alcanza a Sun y reconoce que antes él fue duro con ella, que la hizo infeliz, por lo tanto la perdona y le promete que nunca la dejará. Sun le dice que Juliet la convenció de quedarse así pueden esperar la oportunidad para ser rescatados (Ji Yeon).
Días más tarde, ambos permanecen atentos a las noticias desde el barco. Un día, tras confirmar que es seguro, Sayid regresa con la lancha rápida para llevar a la gente al bote. Jin y Sun van con el primer grupo, llevándose a Aaron con ellos. En el barco, se encuentran con Michael por primera vez desde que dejó la isla. Jin está sorprendido, pero Michael les dice que volvió para ayudarlos. Cuando encuentran la bomba en el barco, Jin se une a Michael y Desmond intentando desarmarla. Michael logra congelarla para darles más tiempo, pero los tres reconocen que si desconectan algún cable, la bomba explotará al instante. Desmond se va cuando llega el helicóptero, pero Jin se queda para ayudar a Michael el mayor tiempo posible. Ya sin tiempo, Michael le dice a Jin que se vaya, que tiene una esposa y un bebé que cuidar. Jin le agradece por haber vuelto y se despiden. En la cubierta, el helicóptero comienza a despegar y Sun le pide a Kate que busque a Jin, pero ya sin tiempo, Jack toma a Kate y la lleva dentro del helicóptero. Jin corre para alcanzarlos en la cubierta, Sun lo ve y le pide a Frank Lapidus y a los demás que esperen a Jin, pero despegan igual y se alejan. Sun ve como el barco explota desde lejos y se hunde, y llora ante la supuesta muerte de Jin. Luego de ser rescatados, en la conferencia de Oceanic 6, cuando un periodista coreano le pregunta a Sun si Jin sobrevivió al accidente, Sun se ve muy sombría y hace una pausa por un minuto antes de responder que no. Más tarde, Sun compra una participación mayoritaria de la empresa de su padre como retribución por, en su opinión, su culpa en la muerte de Jin y el daño que les causó. (There's No Place Like Home). Sun nombra a su hija Ji Yeon como Jin le había pedido. La tumba de Jin en Corea enumera la fecha del accidente aéreo (22 de septiembre de 2004) como la fecha de su muerte.

### Quinta temporada
Al final del cuarto episodio (The Little Prince), se revela que Jin sobrevivió a la explosión del carguero, y estuvo flotando en el mar cerca de la isla. Como ocurrieron varios saltos en el tiempo, una joven embarazada Danielle Rousseau y su equipo lo encuentran, y lo rescatan del agua. Al despertarse, después de darse cuenta de quién es Rousseau, Jin se sorprende al saber que ha viajado en el tiempo hasta 1988. A pesar de no poder comunicarse bien con el grupo, Rousseau confía en Jin, por lo que él se ofrece a llevarlos a la torre de radio para pedir ayuda. En el camino, el monstruo de humo aparece en medio de la jungla y mata a una miembro de su grupo llamada Nadine. Cerca del templo de los Otros, el líder del grupo, Montard, es arrastrado por debajo de la pared del templo por el monstruo. El resto del grupo decide ir a rescatarlo, pero Jin le dice a Danielle que se quede afuera en la jungla. Antes de que él le pueda explicar, un flash de luz lo transporta en el tiempo. De repente, él se encuentra dos meses después, y luego escucha disparos. Jin observa detrás de un arbusto los cuerpos de dos miembros del equipo francés, Brennan y Lacombe. También es testigo del enfrentamiento entre Rousseau y el padre de Alex, Robert, quien intenta convencerla de bajar el arma ya que el monstruo sólo intenta proteger el templo. Rousseau piensa que todos los que entraron al templo enfermaron, y en un momento, baja la escopeta para escuchar a Robert, pero cuando él intenta dispararle (ella ya le quitó las balas antes), ella reacciona ante el engaño y lo mata. Luego, ella ve a Jin, y también intenta matarlo pensando que por su desaparición se "infectó", pero otro flash de luz lo salva. Este salto temporal le permite reencontrarse finalmente con Sawyer, Juliet, Locke, Faraday, Miles, y Charlotte. Luego, Jin acompaña al grupo hasta la estación Orquídea. En el camino, ocurren varios saltos temporales que causan el colapso de Charlotte. Ella empieza a tener visiones y le dice a Jin que no deje que su esposa vuelva a la Isla, que "éste lugar es muerte". Mientras Faraday se queda a cuidar de Charlotte, el resto del grupo sigue el camino hasta llegar a la Orquídea. Allí encuentran el pozo, y antes de que Locke baje, diciendo que va a traer a todos los que se fueron de vuelta, Jin le hace prometer que no traiga a Sun. Locke intenta convencerlo de que debe traerla, pero Jin le dice que este lugar es muerte, y le da su anillo de matrimonio como prueba para que Sun crea que él murió. Después, Locke baja por el pozo, y unos minutos después gira la rueda, por lo que un salto temporal mayor se da, y así Jin, y el resto son transportados a 1974 (This Place Is Death). En el camino de vuelta, encuentran a Daniel sólo y desconsolado, quien les dice que el cuerpo de Charlotte desapareció, y que ya no habrá más saltos temporales, dondequiera que estén ahora, se van a quedar allí. Sin ningún plan, deciden volver a la playa, pero tras escuchar disparos, encuentran a una mujer Amy a punta de pistola frente a dos de Los Otros, quienes mataron a su esposo. Juliet y Sawyer intervienen y matan a los Otros, y rescatan a Amy. Resulta que ella y su esposo pertenecen a la Iniciativa Dharma, por lo que ellos se ofrecen a acompañarla, y Jin carga en su espalda el cadáver del esposo. Tras quedar inconscientes debido a la cerca sónica, al despertar, Sawyer inventa una historia de coartada de que su tripulación naufragó mientras buscaba la Roca Negra, y son admitidos en Dharmaville para pasar la noche, pero Horace les dice que deben abandonar la Isla al día siguiente. Después de que Sawyer lo ayuda a resolver una disputa sobre la "tregua" de Dharma con Richard Alpert y los Otros, Horace les da a los sobrevivientes dos semanas más de alojamiento para esperar el regreso de Locke. 
Sin embargo, 3 años más tarde, se muestra que ellos se quedaron en Dharmaville, Jin es encargado de una camioneta que usa para moverse en la Isla, y ahora habla inglés fluido. Al parecer, él ha estado buscando en distintos sectores cualquier rastro de los que se fueron, pero en 3 años, nunca encontró a nadie. James le dice que tiene que seguir en otro sector, y finalmente, en un viaje de rutina, Jin se encuentra con Jack, Kate y Hurley cerca de una laguna (Lafleur). Luego de abrazos y saludos, él les pregunta por Sun, pero ellos no saben donde está ahora, sólo que venía con ellos. Tras avisarle a James, Jin los lleva cerca de un risco, donde se reencuentran con él, y deciden qué hacer. Tras escuchar que vinieron en un avión de Ajira, Jin reacciona, toma una camioneta y va a la estación La Llama para verificar si hubo un aterrizaje. Radzinsky se sorprende por la impaciencia de Jin, y comprueban que no hay ningún avión en la isla, pero al detectar a un "Hostil" en el perímetro, Jin se apresura para encontrarlo. Cuando llega, se da cuenta de que es Sayid, y después de que Radzinsky lo ve, Jin actúa como si no lo conociera y lo captura (Namaste). Un par de días después, Sayid escapa con ayuda del joven Ben, pero Jin lo encuentra mientras patrulla. Sayid le dice que James lo dejó ir, pero cuando Jin llama para verificar, lo golpea, dejándolo inconsciente. Cuando Jin despierta, ve al joven Ben herido tras el disparo recibido por parte de Sayid, y lo lleva inmediatamente a la enfermería para salvarlo. Luego de que el joven Ben es llevado con Los Otros, y Phil es secuestrado por James, el grupo se reúne en su casa para decidir cuál es el nuevo plan, ya que sus vidas en Dharmaville terminaron. Jin aún piensa en el regreso de Sun, por lo que decide quedarse en la Isla, y apoya la idea de ir a la playa. Tras separarse, Jin se va con Miles y Hurley a buscar provisiones. En el camino, se encuentran con Dr. Chang, y tras las revelaciones de Faraday, Hurley admite que son del futuro. Chang los deja ir, por lo que Jin, Miles y Hurley se van, y más tarde rescatan a Jack y a Sayid de los disparos de la gente de Dharmaville. Jin acepta llevarlos al Cisne, a pesar de que la intención de Jack es detonar la bomba de hidrógeno allí para evitar que en el futuro el avión de Oceanic se estrelle, pero después tiene que detenerse al ver a James, Juliet y Kate. Mientras los otros discuten acerca del plan, Jin se encarga de vigilar a Sayid, quien está gravemente herido por el disparo que recibió del padre de Ben. Finalmente, Juliet logra detonar la bomba, y todo se queda en blanco (The Incident).

### Sexta temporada
Jin y sus amigos retroceden en el tiempo hasta 2007, todavía en la isla, después de la explosión. Luego de que James escucha a Juliet pidiendo auxilio desde el fondo de la estación El Cisne, el grupo comienza a quitar los escombros, y Jin utiliza la camioneta para retirar una pesada viga que obstruía el paso hacia el fondo. Mientras James se despide de Juliet, Jin se va con el resto hacia el Templo, dirigidos por Hurley, con la intención de salvar al malherido Sayid. Una vez allí, Los Otros quieren mantenerlos protegidos del Hombre de Negro, pero él quiere irse para encontrar a su esposa, a quien le han dicho, también está en la isla. Cuando James se escapa, Jin se une a Kate y dos Otros, Aldo y Justin, para ir a buscarlo; Después de que Kate noquea a los guardias para ir por su cuenta, él decide hacer lo mismo para encontrar a Sun. Pero en el camino, Aldo y Justin lo encuentran, y el primero piensa en matarlo por desobedecer, aunque Justin sabe que Jin es importante para el futuro. Antes de que Aldo pueda hacer algo, Claire aparece y lo mata. Mientras huye, Jin queda atrapado en una vieja trampa para osos, y Claire lo rescata, después de noquear a Justin (What Kate Does). En el pequeño campamento de Claire, Jin se da cuenta de cómo ha vivido, al ver incluso una figura de telas para recordar a Aaron. Ella le dice que o ha estado sola, que tiene un amigo que la acompañó en esos 3 años, pero Jin sospecha. Cuando ella interroga a Justin, pensando que Los Otros tienen a Aaron en el Templo, él lo niega, diciendo la verdad, pero ella no le cree porque su amigo se lo dijo. Antes de que Claire mate a Justin, Jin revela la verdad, que Kate se llevó a Aaron para criarlo, pero Claire reacciona y mata a Justin igual. Asustado por lo visto, Jin miente y dice que sólo dijo eso para salvar a Justin, a lo que Claire dice que si Kate se hubiera llevado a Aaron la mataría. Poco después, el Hombre de Negro aparece, a quien Claire dice que es su "amigo". Aunque todavía está demasiado herido para caminar, Claire ve a Jin como un amigo e incluso habla con el Hombre de Negro sobre Jin como un aliado de su causa para rescatar a Aaron de los Otros (Lighthouse). Cuando James, después de haber sido capturado por el Hombre de Negro, se une a él, Jin le dice que quiere encontrar a Sun primero, a lo que Sawyer está de acuerdo. Sin embargo, Jin no tiene más remedio que seguir al grupo del Hombre de Negro mientras viajan por la isla. Sawyer y el Hombre de Negro le dicen que él es un posible "candidato" de Jacob.
Mientras el Hombre de Negro se va por más reclutas, el campamento es atacado, y Jin es capturado por los hombres de Widmore, y llevado a la isla Hydra. Widmore saluda a Jin, y tras sus preguntas, le muestra la cámara digital de Sun que encontró en el avión de Ajira. Así, Jin ve con lágrimas en los ojos fotografías de su hija, viendo a su chica por primera vez. Widmore luego le explica que todos dejarán de existir si el Hombre de Negro abandona la isla, y que él mismo está aquí para evitar que eso suceda. Jin pregunta cómo logrará esto, a lo que Widmore responde que deberían ver un "paquete" en el submarino, que resulta ser Desmond (The Package). Luego, Jin por fin se reencuentra con su esposa cuando ella, Kate, Sawyer, Hurley, Frank y Claire llegan a la isla Hydra en el bote de Desmond. Pero entonces, Widmore decide encerrarlos en las jaulas, con la intención de protegerlos del Hombre de Negro. Al menos en las jaulas, Jin le dice a Sun que vio las fotos de Ji-Yeon, su hija, y que es hermosa. Permanecen juntos esperando, y luego, Jack y Sayid los rescatan, mientras el Hombre de Negro se encarga de los soldados de Widmore. El grupo decide escapar en el avión de Ajira, pero el Hombre de Negro dice que no es seguro porque Widmore puso explosivos C4, así que van hacia el submarino. Mientras Jin, Sun y los demás entran, Sawyer y Jack se las arreglan para dejar al Hombre de Negro afuera, además de a Claire, pero una vez adentro, Jack descubre los explosivos C4 en la mochila. En desesperación porque tienen 4 minutos, y conscientes de que el Hombre de Negro planeaba matarlos a todos juntos, Sawyer quita un cable, pese a las protestas de Jack, y el temporizador se acelera. Sayid reacciona, y para intentar salvarlos, se aleja del grupo con la bomba, y , tras la explosión, el agua comienza a entrar y hundir el submarino. Sun queda atrapada bajo un caño movido por la explosión, por lo que Sawyer, Jin y Jack intentan liberarla, pero se dan cuenta de que no pueden sacarla. A medida que el nivel del agua sube, Otra colisión noquea a Sawyer, por lo que Jin le pide a Jack que salve a Sawyer. Jack intenta quedarse, pero Jin le suplica que los deje. Aunque Jin sigue intentando liberar a Sun, no lo logra y ella le pide que se salve, él decide quedarse con ella porque le prometió que nunca la volvería a dejar, y ambos finalmente mueren ahogados, agarrados de la mano (The Candidate).

#### Flashsideways
En la otra vida, Jin aún trabaja en la compañía del Sr. Paik, y ahí es donde conoció a Sun, y finalmente tuvo una aventura, de la que inicialmente el Sr. Paik no sabía nada. A Jin se le asigna entregar un reloj y un fajo de dinero en efectivo para entregar en una reunión. Jin está en el vuelo 815 de Oceanic Airlines y Sun lo acompaña. En el Aeropuerto Internacional de Los Ángeles, no declara el efectivo en la aduana, ya que no entendía inglés y no sabía cómo reclamarlo, por lo que ambos son demorados allí. Tras ser liberados, Jin y Sun luego van a su hotel, y ambos se besan en la habitación de Sun. A la mañana siguiente, dos hombres, Martin Keamy y Omar, llegan a buscar el reloj y el dinero. No encuentran a Jin en su habitación, por lo que registran la habitación de Sun. Como Keamy y Omar no pueden entenderlos, consultan la ayuda del traductor Mikhail Bakunin, en el que explican la situación, que el dinero fue confiscado. Mientras Sun y Mikhail van al banco para conseguir más dinero, Keamy y Omar atrapan a Jin en el congelador de un restaurante. Allí, Keamy le revela que el Sr. Paik descubrió el romance entre Jin y Sun, y que el dinero es el pago por matarlo. Jin no parece entender esto, Keamy se ríe y se va. Cuando llega Sayid, mata a Keamy y sus hombres (incluido Omar) y al encontrar a Jin atado, simplemente le quita la cinta de la boca y le da una navaja para cortar las ataduras. Sayid se va, Jin se libera, y luego Mikhail vuelve con Sun. Encuentra a Keamy malherido, y de repente Jin aparece por detrás apuntándole con un arma. Mikhail sabe que Jin no es responsable por las muertes, aun así, tras un disparo perdido, Jin lo mata. El disparo perdido hiere a Sun en el proceso, y ella luego confiesa que está embarazada. Jin la lleva inmediatamente al hospital, donde se recupera y se enteran de que el bebé está a salvo. Cuando Juliet, su médica, le hace una ecografía a su bebé, ellos recuerdan los momentos de la línea de tiempo original, hablan perfectamente inglés y llaman a su bebé "Ji Yeon". Juliet parece sorprendida porque pensó que sólo hablaban coreano, y ellos sonríen, porque ahora la recuerdan. Cuando James llega para verificar si están a salvo, ya que Sayid estuvo involucrado en el tiroteo, Jin y Sun le sonríen y dicen que lo verán allá. Luego, Jin y Sun se reúnen en la iglesia con el resto, se abrazan con todos, y se sientan, esperando para seguir adelante.
- Datos: Q51296